# Дрянка
Дрянка (болг. Дрянка) — село в Болгарии. Находится в Смолянской области, входит в общину Баните. Население составляет 275 человек.

## Политическая ситуация
В местном кметстве Дрянка, в состав которого входит Дрянка, должность кмета (старосты) исполняет Христо Митков Чавдаров (Болгарская социалистическая партия (БСП)) по результатам выборов.
Кмет (мэр) общины Баните — Райчо Стоянов Данаилов (инициативный комитет) по результатам выборов.